# BSあなたが選ぶ時代の歌
『BSあなたが選ぶ時代の歌』（ビーエスあなたがえらぶ じだいのうた）は、2003年2月16日から2004年3月25日までNHKBSで放送されていた音楽番組である。

## 概要
テレビ放送開始50周年にちなんで、50年間の名曲の数々を視聴者からの投票をもとにした視聴者参加双方向番組。
当時のヒット曲を生演奏と映像で振り返る歌謡特集番組。毎回、各年代に関連するゲスト歌手によるトーク、歌が披露された。

## 基礎情報
放送時間
- 日曜 19:20 - 21:53（NHKBS2・BShi同時放送）

司会
- 松平定和
- 中川緑

レギュラー
- 早坂暁

## 放送リスト
| 放送日         | テーマ                 | テーマ                 | テーマ                 | テーマ                 | テーマ                 |
| -------------- | ---------------------- | ---------------------- | ---------------------- | ---------------------- | ---------------------- |
| 2003年2月16日  | 1953年（昭和28年）     | 1966年（昭和41年）     | 1974年（昭和49年）     | 1978年（昭和53年）     | 1985年（昭和60年）     |
| 2003年4月20日  | 1954年（昭和29年）     | 1964年（昭和39年）     | 1974年（昭和49年）     | 1984年（昭和59年）     | 1994年（平成6年）      |
| 2003年5月18日  | 1955年（昭和30年）     | 1965年（昭和40年）     | 1975年（昭和50年）     | 1985年（昭和60年）     | 1995年（平成7年）      |
| 2003年6月29日  | 1956年（昭和31年）     | 1966年（昭和41年）     | 1976年（昭和51年）     | 1986年（昭和61年）     | 1996年（平成8年）      |
| 2003年7月13日  | 1957年（昭和32年）     | 1967年（昭和42年）     | 1977年（昭和52年）     | 1987年（昭和62年）     | 1997年（平成9年）      |
| 2003年9月14日  | 1958年（昭和33年）     | 1968年（昭和43年）     | 1978年（昭和53年）     | 1988年（昭和63年）     | 1998年（平成10年）     |
| 2003年10月12日 | 1959年（昭和34年）     | 1969年（昭和44年）     | 1979年（昭和54年）     | 1989年（平成元年）     | 1999年（平成11年）     |
| 2003年11月23日 | 1960年（昭和35年）     | 1970年（昭和45年）     | 1980年（昭和55年）     | 1990年（平成2年）      | 2000年（平成12年）     |
| 2004年1月18日  | 1961年（昭和36年）     | 1971年（昭和46年）     | 1981年（昭和56年）     | 1991年（平成3年）      | 2001年（平成13年）     |
| 2004年2月15日  | 1962年（昭和37年）     | 1972年（昭和47年）     | 1982年（昭和57年）     | 1992年（平成4年）      | 2002年（平成14年）     |
| 2004年3月14日  | 1953年（昭和28年）     | 1963年（昭和38年）     | 1973年（昭和48年）     | 1983年（昭和58年）     | 1993年（平成5年）      |
| 2004年3月25日  | フィナーレ あなたの1曲 | フィナーレ あなたの1曲 | フィナーレ あなたの1曲 | フィナーレ あなたの1曲 | フィナーレ あなたの1曲 |